# Agnieszka Kaczmarek
Agnieszka Kaczmarek (ur. 1977) – polska kulturoznawca, dr hab. nauk humanistycznych,profesor uczelni Wydziału Antropologii i Kulturoznawstwa Uniwersytetu im. Adama Mickiewicza w Poznaniu.

## Życiorys
19 września 2006 obroniła pracę doktorską Podmiot i wspólnota w koncepcji Charlesa Taylora, 26 czerwca 2017 habilitowała się na podstawie oceny dorobku naukowego i pracy zatytułowanej Od milczenia do opowieści. Kulturowe dyskursy o umieraniu i śmierci. Objęła funkcję profesora uczelni na Wydziale Antropologii i Kulturoznawstwa Uniwersytetu im. Adama Mickiewicza w Poznaniu.

## Publikacje
- 2016: Od milczenia do opowieści : kulturowe dyskursy o umieraniu i śmierci[1]
- 2019: Claude Lévi-Strauss : struktura i nieoswojone / redakcja naukowa Anna Grzegorczyk, Agnieszka Kaczmarek, Katarzyna Machtyl[3]
- 2019: Obecność, tak bardzo prawdziwa : księga jubileuszowa dedykowana Profesor Annie Grzegorczyk / redakcja naukowa Agnieszka Kaczmarek, Rafał Koschany, Jacek Sójka[4]